# Bob Love
Robert Earl "Bob" Love, född 8 december 1942 i Bastrop i Louisiana, död 18 november 2024 i Chicago i Illinois, var en amerikansk professionell basketspelare (SF) som tillbringade elva säsonger (1966–1977) i den nordamerikanska basketligan National Basketball Association (NBA), där han spelade för Cincinnati Royals, Milwaukee Bucks, Chicago Bulls, New York Nets och Seattle Supersonics.
Under sin NBA-karriär gjorde Love 13 895 poäng (17,6 poäng per match), 1 123 assists samt 4 653 rebounds, räddningar från att bollen ska hamna i nätkorgen, på 789 grundspelsmatcher.
Han draftades av Cincinnati Royals i fjärde rundan i 1965 års draft som 33:e spelare totalt.
Innan Love blev proffs studerade han vid Southern University och spelade för deras idrottsförening Southern Jaguars.
Efter spelarkarriären var han bland annat chef för hälsofrågor och talesperson för varuhuskedjan Nordstrom; föreläsare samt chef för samhällsfrågor och ambassadör för Chicago Bulls.
Den 18 november 2024 avled Love av cancer.